# Lambi (Cameroun)
Lambi est un village du Cameroun situé dans la région du Sud et le département de l'Océan, sur la route qui relie Lolodorf à Kribi. Il fait partie de la commune de Bipindi.

## Population
En 1966, la population était de 736 habitants, principalement des Ngoumba. Lors du recensement de 2005, on y dénombrait 713 personnes.

## Infrastructures
La localité dispose d'une école protestante.